# Naked Attraction Sverige
Naked Attraction Sverige är ett svenskt dejtingprogram på Kanal 5 och Discovery+ som hade premiär den 7 juni 2022 med Sofia Wistam som programledare baserat på det brittiska TV-programmet Naked Attraction.

## Koncept
I programmet får deltagaren välja bland fem personer som den vill dejta. Deltagaren utser dejten genom att kolla på deras nakna kroppar, från början ser deltagaren deras kroppar upp till midjan, därefter upp till halsen och till sist huvudet och därefter får man höra dejternas röster. Då deltagaren har två dejter kvar att välja mellan klär deltagaren av sig sina kläder och väljer den som man vill den gå på dejt med.

## Sändning
I augusti 2023 blev programmet förnyat med en andra säsong. Den nya programsäsongen hade premiär på Discovery+, samt även på den andra streamingtjänsten Max och Kanal 5, den 13 augusti 2024.